# Mateusz Grzybek
Mateusz Grzybek (ur. 	30 marca 1996 w Tychach) – polski piłkarz grający na pozycji obrońcy w klubie Zagłębie Lubin.